# Вторая (река, впадает в Верх-Нейвинский пруд)
Втора́я — малая река на Среднем Урале, протекающая в окрестностях посёлка Верх-Нейвинского Свердловской области. Впадает в Верх-Нейвинский пруд.

## Наименование
Название реки Второй в форме порядкового числительного указывает, какой по счёту рекой, впадающей по восточному берегу Верх-Нейвинского пруда, она является. Своеобразный отсчёт ведётся с севера на юг. Подобные наименование имеют также реки Первая и Третья. Тем не менее, Первая, Вторая и Третья не являются здесь единственными притоками — по северному и восточному берегу в пруд также впадают мелкие реки Кедровка, Алексеевская, Берёзовка и другие.

## География
Река Вторая протекает в горно-лесистой части Среднего Урала, в юго-восточных окрестностях посёлка Верх-Нейвинского. Длина водотока составляет приблизительно 5 км.
Река начинается небольшим ручейком, в западных предгорьях Семи Братьев, приблизительно в 1,5 км от скал, венчающих гору. Сначала Вторая течёт по глухой лесистой местности преимущественно на север, постепенно меняя направление на северо-запад. Впервые русло реки можно видеть на Старой Таватуйской дороге, в районе которой на речке благоустроен родник.
Далее она снова течёт по глухому лесу, выравнивая своё направление сначала на запад, а затем на юго-запад. В данной местности река Вторая образует дугу, как и протекающая севернее река Первая, то есть дугообразные русла рек «отзеркаливают» друг друга. Кратчайшее расстояние между реками составляет приблизительно 330—350 метров.
В нижнем течении Вторая протекает через крупное болото, образовавшееся в северо-восточной части Верх-Нейвинского пруда на реке Нейве. Справа от реки возвышается гора Каменный Остров. Приблизительно в 1 км к западу от вершины река впадает в пруд.

## Родник «Семь Братьев»
Река Вторая примечательна наличием здесь благоустроенного родника «Семь Братьев» с чистой питьевой водой. Родник находится на распутье Старой Таватуйской дороги (соединяющей посёлки Верх-Нейвинский и Таватуй) и ответвляющейся от неё лесной дороги, ведущей на скалы Семь Братьев и Одна Сестра. Родник представляет собой небольшую деревянную беседку с колодцем. Перед ней также находится металлическая беседка-«грибок». Данное место служит также своеобразным указателем для путешественников, следующих до скал.